# بيتا - كاربولين
بيتا - كاربولين أو بيتاكاربولين أو بيتا كاربولين أو β-Carboline ( 9H- بيريدو [3,4- b ] إندول ) هو التركيب الكيميائي الأساسي لأكثر من مائة قلويد ومركب صناعي. تعتمد تأثيرات هذه المواد على المواد البديلة الخاصة بها. وللبيتا كاربولين الطبيعية تأثيرات أساسية على وظائف المخ، ومن الممكن أيضاً أن يكون لها تأثيرات مضادة للأكسدة. وثبت في الآونة الأخيرة أنَّ مشتقات بيتا كاربولين المُصمَّمة صناعياً تحمل خصائصاً وقائية للأعصاب، ومُعزِّزة للإدراك ومضادة للسرطان.